# Rogério Lourenço
Rogério Morais Lourenço (Rio de Janeiro, 20 de março de 1971) é um treinador e ex-futebolista brasileiro que atuava como zagueiro. Atualmente está sem clube.

## Carreira como jogador
Rogério Lourenço começou sua trajetória no futebol atuando na escolinha do Vasco da Gama aos 10 anos de idade, transferindo-se para as categorias de base do Flamengo aos 13 anos. Passado algum tempo, não demorou muito para que se tornasse titular da zaga rubro-negra, em virtude da saída de importantes jogadores do clube.
Em 1989, disputou o Mundial Sub-20 na Arábia Saudita, juntamente com Leonardo, Carlos Germano e Roger. Embora tenha falhado na semifinal contra Portugal, Rogério foi um dos destaques do time. Fez parte ainda da geração rubro-negra campeã da Copa São Paulo de Futebol Júnior de 1990, que contava com nomes como Júnior Baiano, Piá, Marcelinho Carioca, Paulo Nunes e Djalminha.
Como profissional, defendeu o Flamengo, entre 1988 e 1994, tendo participado, ativamente, das conquistas da Copa do Brasil de 1990 e do Campeonato Brasileiro de 1992.
Rogério Lourenço vestiu a camisa rubro-negra em 282 oportunidades, tendo marcado 27 gols, o que credencia-o como um grande zagueiro-artilheiro da história do clube.
Depois que deixou o Flamengo, jogou pelo Cruzeiro, sendo campeão da Copa Libertadores da América, e também pelo Guarani e pelo Paraná. Em 1999, vestindo a camisa do Fluminense, fez parte da equipe tricolor que conquistou a Série C.
Lourenço ainda chegou a atuar profissionalmente no Vasco, em 1996, atuando em 10 jogos e marcando um gol pelo clube. Já em final de carreira, entre 2000 e 2001, o defensor teve uma segunda passagem pelo Flamengo. Encerrou a carreira, em 2003, jogando pelo Vila Nova, de Goiás.

## Carreira como treinador

### Flamengo
Em 2007, Rogério Lourenço passou a trabalhar como técnico nas divisões de base do Flamengo. Em 2009 assumiu a Seleção Brasileira Sub-20, onde foi campeão do Campeonato Sul-Americano e vice da Copa do Mundo da categoria.
Em 2010, começou a trabalhar nos profissionais do Flamengo, como auxiliar de Andrade. Após a demissão de Andrade, Lourenço assumiu interinamente, sendo efetivado como treinador no dia 8 de maio, depois de dois jogos. Por conta dos maus resultados e a pressão da torcida, foi demitido no dia 26 de agosto.

### Bahia
Em 7 de dezembro de 2010, foi anunciado como treinador do Bahia para a temporada 2011, em substituição a Márcio Araújo. Rogério Lourenço assumiu o tricolor baiano no retorno à Série A do Brasileirão, após sete anos.
Mas em 7 de fevereiro de 2011, após uma derrota por 3–0 para o rival Vitória que deixou o Tricolor de Aço na quinta colocação do Campeonato Baiano, Lourenço foi demitido.

### Arábia Saudita
No dia 21 de junho de 2011, após procurar por outros treinadores, a Federação de Futebol da Arábia Saudita nomeou Rogério Lourenço como diretor técnico e de treinador da Seleção Sub-20, além de treinar interinamente a Seleção Saudita principal. No mesmo ano, após a contratação do neerlandês Frank Rijkaard, o brasileiro foi designado para comandar a Seleção Saudita Olímpica em 2012.

### Al-Nassr
Voltou a trabalhar como treinador em 2017, assumindo a equipe Sub-23 do Al-Nassr, da Arábia Saudita.

## Carreira como comentarista
Rogério Lourenço passou a ser comentarista no extinto Balanço Esportivo, da CNT. Meses depois, com a ida de Edilson Silva para a Band, ele passou a exercer a mesma função no programa Os Donos da Bola, além de comentar na Bradesco Esportes FM. Em 2016, Lourenço chegou a deixar o programa e a rádio, mas acabou voltando um pouco tempo depois.

## Títulos

### Como jogador
Flamengo
- Copa São Paulo de Futebol Júnior: 1990
- Taça Guanabara: 1988, 1989 e 2001
- Copa do Brasil: 1990
- Taça Rio: 1991 e 2000
- Copa Rio: 1991
- Campeonato Carioca: 1991, 2000 e 2001
- Taça Cidade do Rio de Janeiro: 1991 e 1993
- Campeonato Brasileiro: 1992
- Taça Libertad: 1993
- Troféu Raul Plassman: 1993
- Pepsi-Cup: 1990
- Campeonato Capital: 1991 e 1993
- Troféu Colombino: 1988
- Copa Kirin: 1988)
- Copa Porto de Hamburgo: 1989
- Torneio de Verão de Nova Friburgo: 1990
- Copa Marlboro: 1990
- Torneio See'94 de Kaula Lumpur: 1994
- Torneio Quadrangular de Varginha : 1990
- Troféu Clássico das Multidões: 1989
- Troféu Seis Anos da Rede Manchete de Televisão: 1989
- Troféu São Sebastião do Rio de Janeiro: 2000
- Taça Governador Jader Ribeiro: 1988
- Taça Associação dos Cronistas Esportivos de Sergipe: 1990
- Copa Sharp: 1990
- Troféu Eco-92: 1992
- Troféu dos Campeões Brasileiros: 1992
- Copa Pepsi: 1994
- Copa dos Campeões: 2001

Cruzeiro
- Campeonato Mineiro: 1994, 1996 e 1997
- Copa Master da Supercopa: 1995
- Copa Ouro: 1995
- Copa do Brasil: 1996
- Copa Libertadores da América: 1997

Fluminense
- Campeonato Brasileiro - Série C: 1999

### Como treinador
Seleção Brasileira
- Copa Sendai: 2008
- Campeonato Sul-Americano Sub-20: 2009